# 東仙台車站
東仙台車站（日语：／ Higashi-sendai eki */?）是一由東日本旅客鐵道（JR東日本）所經營的鐵路車站，位於日本宮城縣仙台市宮城野區東仙台1丁目。東仙台車站是東北本線沿線車站之一，位於JR東日本仙台分社管轄範圍內，由隔鄰的岩切車站代管。
在1932年實際設站之前，東仙台原本只是一個信號站（苦竹信號所，設於1909年）。

## 車站結構
（站舍側起）側式月台1面1線（1號線）與島式月台1面2線（2、3號線）、合計2面3線的地面車站，旅客列車通常只使用1、2號線，3號線及無月台的4號線是供JR貨物的列車進出仙台貨物總站及仙台地域鐵道部的宮城野線（東北本線支線）。東北新幹線的高架路軌緊鄰車站東側。

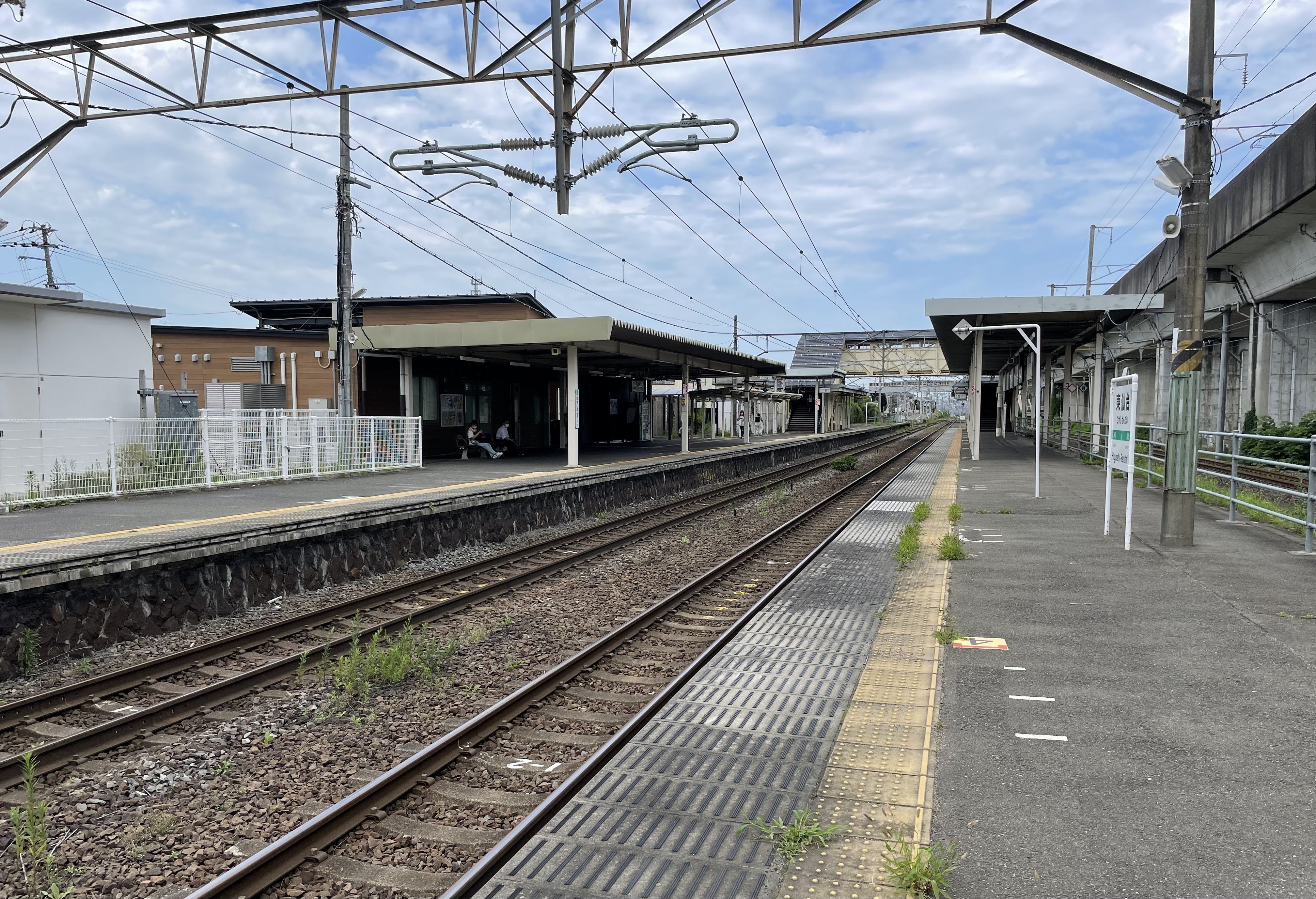
月台（2022年7月）

### 月台配置
| 月台 | 路線                          | 方向 | 目的地                         |
| ---- | ----------------------------- | ---- | ------------------------------ |
| 1    | ■東北本線                     | 下行 | 利府、松島、小牛田、一之關方向 |
| 1    | ■仙石東北線                   | 下行 | 高城町、石卷方向               |
| 2    | ■東北本線 （包括■仙石東北線） | 上行 | 仙台、白石方向                 |

## 相鄰車站
東日本旅客鐵道
■東北本線（包括直通■■仙石東北線）
□特別快速・■快速（紅快速）
通過
■快速（綠快速）、■普通
仙台－東仙台－（東仙台信號場）－岩切
東北本線貨物支線（宮城野貨物線）
仙台貨物總站－東仙台

## 外部連結
- （日語）東仙台車站（JR東日本） （页面存档备份，存于）